# عبلاء (عفيف)
عبلاء، هي قرية من فئة (أ) تقع في محافظة عفيف، والتابعة لمنطقة الرياض في السعودية. وتبعد عبلاء عن محافظة عفيف بمسافة تقارب (18) كم.